# Padmapriya Janakiraman
Padmapriya Janakiraman, née le 28 février 1983 à Delhi, connue sous le mononyme Padmapriya, est un modèle et une actrice du cinéma indien. Elle a suivi une formation de danseuse de bharata natyam. Padmapriya a fait ses débuts d'actrice dans le film télougou Seenu Vasanthi Lakshmi (en), en 2003, après quoi elle est apparue dans un certain nombre de films malayalam et tamoul. En l'espace de cinq ans, elle a joué dans près de 50 films en Inde du Sud et a reçu plusieurs prix cinématographiques. Elle est surtout connue pour ses performances, acclamées par la critique, dans les films malayalam Kaazhcha (en), Karutha Pakshikal (en), Kerala Varma Pazhassi Raja (en) et les films tamouls Thavamai Thavamirundhu (en) et Mirugam (en). Elle a remporté plusieurs autres prix, dont un National Film Award, deux Kerala State Film Awards, trois Filmfare Awards South et deux Tamil Nadu State Film Awards (en) en tant que meilleure actrice.
Padmapriya est la seule héroïne non malayalam à briller en tant qu'héroïne principale en malayalam, depuis les années 2000.